# Seznam mikroprocesorů AMD
Seznam mikroprocesorů AMD slouží jako rychlý přehled jednotlivých procesorů firmy AMD.

## Procesory

### Vlastní architektura

#### Am2900 řada (1975)
- Am2901 4-bit-slice ALU
  - Výroba od roku 1975
- Am2902 Look-Ahead Carry Generator
- Am2903 4-bit-slice ALU, with hardware multiply
- Am2904 Status and Shift Control Unit
- Am2905 Bus Transceiver
- Am2906 Bus Transceiver with Parity
- Am2907 Bus Transceiver with Parity
- Am2908 Bus Transceiver with Parity
- Am2909 4-bit-slice address sequencer
- Am2910 12-bit address sequencer
- Am2911 4-bit-slice address sequencer
- Am2912 Bus Transceiver
- Am2913 Priority Interrupt Expander
- Am2914 Priority Interrupt Controller

#### 29000 (29K) (1987–95)
- AMD 29000 (zkratka 29K)
  - Výroba od roku 1987
- AMD 29027 FPU
- AMD 29030
- AMD 29050 s čipem FPU
  - Výroba od roku 1990
- AMD 292xx embedded processor

### 32bitové procesory x86

#### AMD K5
- Výroba od roku 1995
- AMD K5 (SSA5/5k86)

#### AMD K6
- vyráběné v letech 1997–2001
- AMD K6 (NX686/Little Foot) (1997)
- AMD K6-2 (Chompers/CXT)
  - AMD K6-2-P (Mobile K6-2)
- AMD K6-III (Sharptooth)
  - AMD K6-III-P
- AMD K6-2+
- AMD K6-III+

#### AMD K7
- Vyráběno v letech 1999–2005
- Poprvé použit vlastní socket: Socket 462.
- Athlon (Slot A) (Argon,Pluto/Orion,Thunderbird) (1999)
- Athlon (Socket A) (Thunderbird) (2000)
- Duron (Spitfire,Morgan,Applebred) (2000)
- Athlon MP (Palomino,Thoroughbred,Barton,Thorton) (2001)
- Mobile Athlon 4 (Corvette/Mobile Palomino) (2001)
- Athlon XP (Palomino,Thoroughbred (A/B),Barton,Thorton) (2001)
- Mobile Athlon XP (Mobile Palomino) (2002)
- Mobile Duron (Camaro/Mobile Morgan) (2002)
- Sempron (Thoroughbred,Thorton,Barton) (2004)
- Mobile Sempron

### 64bitové procesory x86

#### AMD K8
- První 64bitový procesor.
- První dvoujádrový procesor na světě.
- Poprvé integrován řadič pamětí přímo do CPU.
- Podpora DDR pamětí. Později DDR2 pamětí.
- Vyráběno od roku 2003 nejdříve 130nm a 90nm, později 65nm procesem.
- Rodiny procesorů: Opteron, Athlon 64, Sempron, Turion 64, Athlon 64 X2 a Turion 64 X2
- Opteron (SledgeHammer) (2003)
- Athlon 64 FX (SledgeHammer) (2003)
- Athlon 64 (ClawHammer/Newcastle) (2003)
- Mobile Athlon 64 (Newcastle) (2004)
- Athlon XP-M (Dublin) (2004) Note: AMD64 disabled
- Sempron (Paris) (2004) Note: AMD64 disabled
- Athlon 64 (Winchester) (2004)
- Turion 64 (Lancaster) (2005)
- Athlon 64 FX (San Diego) (od 1. poloviny roku 2005)
- Athlon 64 (San Diego/Venice) (od 1. poloviny roku 2005)
- Sempron (Palermo) (od 1. poloviny roku 2005)
- Athlon 64 X2 (Manchester) (od 1. poloviny roku 2005)
- Athlon 64 X2 (Toledo) (od 1. poloviny roku 2005)
- Athlon 64 FX (Toledo) (od 1. poloviny roku 2005)
- Turion 64 X2 (Taylor) (od 1. poloviny roku 2006)
- Athlon 64 X2 (Windsor) (od 1. poloviny roku 2006)
- Athlon 64 FX (Windsor) (od 1. poloviny roku 2006)
- Athlon 64 X2 (Brisbane) (od 2. poloviny roku 2006)
- Athlon 64 (Orleans) (od 2. poloviny roku 2006)
- Sempron (Manila) (od 1. poloviny roku 2006)
- Sempron (Sparta)
- Opteron (Santa Rosa)
- Opteron (Santa Ana)
- Mobile Sempron

#### AMD K9
V jedné době označení K9 bylo interní kódové jméno pro dvoujádrové procesory AMD64 jako Athlon 64 X2, nicméně AMD se od svého názvosloví „série K“ distancoval, a nyní začíná mluvit o portfoliu produktů pro určených různé trhy.

#### AMD K10
- První nativní čtyřjádrový CPU.
- Přidána L3 cache společná pro všechny CPU.
- Vyráběno 65nm procesem.
- Opteron (Barcelona) (10. září 2007)
- Phenom FX (Agena FX) (Q1 2008)
- Phenom X4 (9-series) (Agena) (19. listopad 2007)
- Phenom X3 (8-series) (Toliman) (duben 2008)
- Athlon 6-series (Kuma) (únor 2007)
- Athlon 4-series (Kuma) (2008)
- Athlon X2 (Rana) (4. čtvrtletí 2007)
- Sempron (Spica)
- Opteron (Budapest)
- Opteron (Shanghai)
- Opteron (Magny-Cours)
- Phenom II
- Athlon II

#### AMD K10.5
- Vyráběno 45nm procesem.
- Později vydán nativní šesti jádrový CPU Phenom II X6 1100T.
- Podpora AM3 patice.

#### Bulldozer
- Vyráběno 32nm procesem
- První 8 jádrové procesory.
- FX 3150, 4100, 4120, 6100, 6120, 8100, 8120, 8150

#### Piledriver
- Nástupce Bulldozeru
- Název jádra Vishera
- Modelová označení FX - 4300, 4350, 6300, 6350, 8300, 8320E, 8350, 8370E, 9370, 9590

Procesor AMD FX 9590 je prvním procesorem na světě, který umožňoval tovární frekvenci 5 GHz.

#### AMD K17
- Vyráběno 14nm, 12nm a 7nm procesem.
- První 16 jádrový, 32 vláknový mainstreamový procesor Ryzen 9 3950X.
- Patice AM4.
- Podpora DDR4 RAM.
- Chiplet design s AMD Infinity Fabrics.
- AMD Threadripper pro patici TR4 (LGA4094) s až 32 jádry a 64 vlákny.
- První procesory poskytující PCI-E 4.0.
- První procesory s umělou inteligencí pojmenovanou SenseMI.
- První AMD multithreading pojmenován SMT (Simultaneous Multithreading).
- Všechny procesory mají odemčený násobič.

#### Zen
- Vyráběn 14nm FinFET procesem.
- Označení Summit Ridge (CPU), Raven Ridge (APU), Whitehaven (HEDT)
- Až 8 jader, 16 vláken.
- Ryzen 3 - 1200, 1300X 4c/4t.
- Ryzen 3 2200G APU 4c/4t.
- Ryzen 5 1400, 1500X 4c/8t.
- Ryzen 5 1600, 1600X 6c/12t.
- Ryzen 5 2400G APU 4c/8t.
- Ryzen 7 1700, 1700X a 1800X 8c/16t.
- Ryzen Threadripper 1900X, 1920X a 1950X 8c/16t, 12c/24t, 16c/32t.
- Patice AM4 a TR4

#### Zen+
- Vyráběn 12nm FinFET procesem
- Označení Pinnacle Ridge (CPU), Picasso (APU), Colfax Peak (HEDT)
- Ryzen 3 3200G APU 4c/4t.
- Ryzen 5 2600, 2600X 6c/12t.
- Ryzen 5 3400G APU 4c/8t.
- Ryzen 7 2700, 2700X 8c/16t.
- Ryzen Threadripper 2920X, 2950X, 2970WX, 2990WX 12c/24t, 16c/32t, 24c/48t, 32c/64t.

#### Zen 2
- Vyráběn 7nm FinFET procesem u TSMC.
- Označení Matisse (CPU), Castle Peak (HEDT)
- Chiplet design.
- Přepracovaný paměťový řadič.
- První mainstreamové procesory s celkovou velikostí 70 MB LCache.
- První mainstreamové procesory s 12 a 16 jádry.
- Ryzen 5 3600, 3600X 6c/12t.
- Ryzen 7 3700X, 3800X 8c/16t.
- Ryzen 9 3900X, 3950X 12c/24t, 16c/32t.

#### Zen 3
- Vyráběn 7nm EUVFET procesem u TSMC.
- Označení Vermeer (CPU), Genesis (HEDT).